# Jan Pryziński

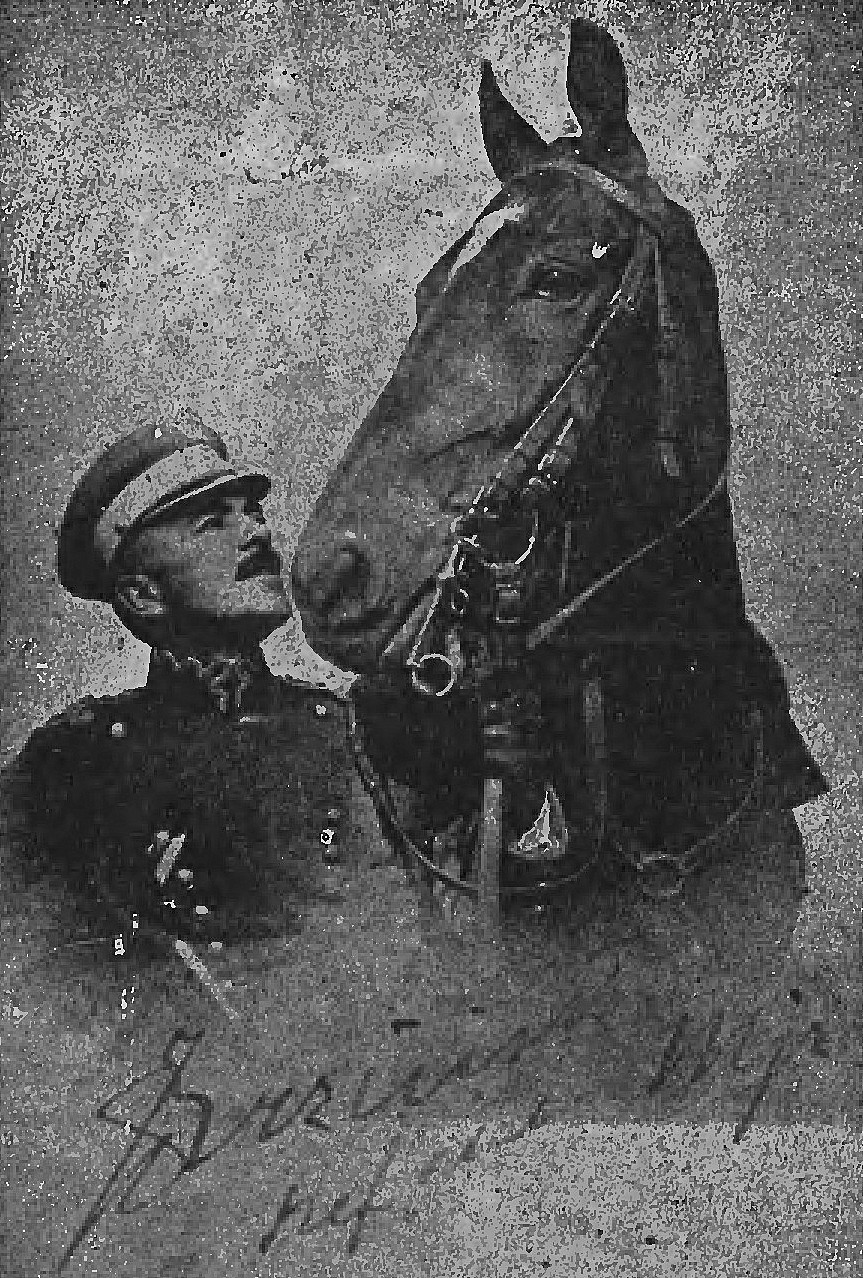
Mjr Jan Pryziński (ok. 1920)

Jan Janusz Pryziński (ur. 21 czerwca 1879 w Tarnowie, zm. 6 lutego 1959 w Komorowie) – pułkownik dyplomowany kawalerii Wojska Polskiego, działacz niepodległościowy, kawaler Orderu Virtuti Militari, nauczyciel, starosta zamojski.

## Życiorys
Urodził się 21 czerwca 1879 w Tarnowie, ówczesnym mieście powiatowym Królestwa Galicji i Lodomerii, w rodzinie Leona i Elżbiety z Hellerów. W 1899 zakończył naukę w c. k. Gimnazjum w Tarnowie. W 1905 ukończył studia na Wydziale Filozoficznym Uniwersytetu Jagiellońskiego oraz cztery semestry na Wydziale Prawa. 26 grudnia 1902 został mianowany zastępcą nauczyciela w c. k. Gimnazjum w Tarnowie. 8 lipca 1904 został przeniesiony do Gimnazjum św. Anny w Krakowie na takie samo stanowisko. 21 czerwca 1906 został mianowany rzeczywistym nauczycielem i otrzymał stałą posadę w c. k. I Gimnazjum w Tarnowie. 16 lipca 1910 został mianowany profesorem c. k. Gimnazjum Realnego (IV.) w Krakowie. Od 1912 był organizatorem i instruktorem Polskich Drużyn Strzeleckich w Krakowie.
Po wybuchu I wojny światowej walczył od 16 sierpnia 1914 w Legionach Polskich. Był dowódcą I plutonu w 3 szwadronie kawalerii II Brygady Legionów. 29 września 1914 został mianowany chorążym, a 2 listopada tego roku podporucznikiem. W czerwcu 1915 został dowódcą 6 szwadronu 2 pułku ułanów. 11 listopada tego roku awansował na porucznika. W 1917 dowódca polowego szpitala koni a następnie szef 1 szwadronu w 2 pułku ułanów. 21 lutego 1918 wraz z pułkiem został internowany i przewieziony do Włoch, skąd następnie uciekł 10 lipca.  
21 listopada 1918 został przyjęty do Wojska Polskiego z byłego Polskiego Korpusu Posiłkowego z zatwierdzeniem posiadanego stopnia porucznika. Podczas walk w obronie Śląska Cieszyńskiego pełnił funkcję szefa 4 szwadronu 2 pułku szwoleżerów. 19 kwietnia 1920 został mianowany z dniem 1 grudnia 1919 rotmistrzem w kawalerii. W 1920, w czasie wojny z bolszewikami był szefem sztabu 6 Dywizji Piechoty.
„22 V 1920 w nocy przeprowadził baon szturmowy dywizji na wyznaczone pozycje w rejonie wsi Kalita na wsch. od Duniłowicz, ratując I baon 12 pp odcięty od reszty 6 DP. Za czyn ten został odznaczony Orderem Virtuti Militari”. 9 września 1920 został zatwierdzony z dniem 1 kwietnia 1920 w stopniu majora, w kawalerii, w grupie oficerów byłych Legionów Polskich.
Brał udział w III powstaniu śląskim. W 1921 pełnił służbę na stanowisku szefa sztabu 15 Dywizji Piechoty w Bydgoszczy, a jego oddziałem macierzystym był 2 pułk szwoleżerów. 1 września 1921 został zatwierdzony na tym stanowisku. 3 maja 1922 został zweryfikowany w stopniu podpułkownika ze starszeństwem od 1 czerwca 1919 i 83. lokatą w korpusie oficerów jazdy (od 1924 – kawalerii). W latach 1922–1923 był słuchaczem Kursu Doszkolenia Wyższej Szkoły Wojennej w Warszawie. Z dniem 15 października 1923, po ukończeniu kursu i uzyskaniu dyplomu naukowego oficera Sztabu Generalnego, przydzielony został do Dowództwa Okręgu Korpusu Nr VI we Lwowie na stanowisko zastępcy szefa sztabu. W listopadzie 1924 został przydzielony do Inspektoratu Armii Nr V na stanowisko referenta. W maju 1927 został przeniesiony z byłego Inspektoratu Armii Nr V do 9 pułku ułanów w Trembowli na stanowisko dowódcy pułku. 1 stycznia 1928 prezydent RP nadał mu z dniem 1 stycznia 1928 stopień pułkownika w korpusie oficerów kawalerii i 8. lokatą. W tym samym miesiącu został przeniesiony do kadry oficerów kawalerii z równoczesnym oddaniem do dyspozycji ministra spraw wewnętrznych. Z dniem 30 czerwca 1928 przeniesiony został w stan nieczynny na okres 12 miesięcy. Objął stanowisko prowizorycznego starosty powiatu zamojskiego. Z dniem 30 czerwca 1929 został przeniesiony w stan spoczynku.
W połowie 1932 został inspektorem wojewódzkim w Urzędzie Wojewódzkim w Lublinie (jego stanowisko w Zamościu zajął mjr Leon Zamecznik). Z jego inicjatywy zbudowane zostało lotnisko Zamość-Mokre. Następnie pracował jako notariusz w Łomży (1933) i Sochaczewie (1933–1935) oraz jako pisarz hipoteczny przy Wydziale Hipotecznym Sądu Okręgowego w Łomży (1935–1939). W 1934 jako oficer stanu spoczynku pozostawał w ewidencji Powiatowej Komendy Uzupełnień Warszawa Miasto III. Posiadał przydział do Oficerskiej Kadry Okręgowej Nr I. Był wówczas „reklamowany na 12 miesięcy”. 
W kampanii wrześniowej w Dowództwie Frontu Południowego. 11 września kontrolował stan załóg w Stryju i Drohobyczu. W meldunku sporządzonym tego dnia do generała Rudolfa Pricha informował: w drodze powrotnej szofer zaspany przestraszył się serii strzałów oddanych z lasu w kierunku mego wozu i począł z wozem uciekać, co spowodowało rozbicie maszyny. Jestem dość poważnie ranny i leżę w szpitalu wojennym Kurkowa 31, wobec czego w najbliższych dniach nie jestem w możliwości zameldować się do służby. Brał udział w obronie Lwowa, uniknął aresztowania przez NKWD a następnie przedostał się do Warszawy.
Po II wojnie światowej zamieszkał u syna w Komorowie. Zmarł tamże 6 lutego 1959. Pochowany został w Pęcicach.
6 czerwca 1906 ożenił się z Heleną z Baumów, z którą miał troje dzieci: Jana Bohdana (ur. 1907), żołnierza Polskich Sił Zbrojnych na Zachodzie, a po wojnie radcę prawnego, Krystynę Ewę vel Ewę Stojowską (1908–1996), aktorkę, żołnierza Armii Krajowej, pierwszą żonę Wiktora Budzyńskiego, i Aleksandrę Marię (ur. 1925).

## Ordery i odznaczenia
- Krzyż Srebrny Orderu Wojskowego Virtuti Militari nr 2844[1][34] – 15 marca 1921[35]
- Krzyż Niepodległości – 25 lutego 1932 „za pracę w dziele odzyskania niepodległości”[36][15]
- Krzyż Walecznych dwukrotnie[15]
- Krzyż za Obronę Śląska Cieszyńskiego I klasy – 2 października 1919[37]
- Medal Pamiątkowy za Wojnę 1918–1921[38]
- Medal Dziesięciolecia Odzyskanej Niepodległości[38]
- Odznaka Pamiątkowa Generalnego Inspektora Sił Zbrojnych – 12 maja 1936